# مارك كوستيلو (كاتب)
مارك كوستيلو (بالإنجليزية: Mark Costello)‏ هو كاتب أمريكي، ولد في 1936 في ديكادور في الولايات المتحدة.